# Felice Togni
Filitz Charles Antonius (Felice) Togni (Zwolle, 3 oktober 1871 - Haarlem, 31 oktober 1929) was een Nederlands violist en vioolpedagoog.
Togni was de oudste zoon van paraplumaker (aldus geboorteakte) Anton Albertus Felix Simonius Togni en Anna Maria Hubertina de France wonende aan het Koningsplein. Hijzelf trouwde in 1901 met Maria Bertha Helene Kretzschmar uit Essen. Al vroeg kwam hij in aanraking met muziek. Zijn vader handelde namelijk ook in strijkinstrumenten, violen, strijkstokken en aanverwante zaken. Zijn grootvader Charles de France had carrière gemaakt in de militaire muziek. De andere grootvader, eveneens Felice Togni geheten, kwam uit het Zwitserse Bignasco en had zich als schoorsteenveger in Zwolle gevestigd; hij werd door burgemeester Arnoldus Johannes Vos de Wael benoemd tot stadsschoorsteenveger.
De eerste vioolleraar was André van Riemsdijk, die viool had gestudeerd aan het conservatorium van Luik en zich in Zwolle ontpopte als een muziekpedagoog. Togni studeerde verder bij Heynsberg, Richter, L. Kramer, Christiaan Timmner en Willem Kes. Aan het eind van de jaren tachtig van de 19e eeuw maakte hij zijn opwachting in concerten, bijvoorbeeld in juni 1889 te Meppel, samen met Jacobus Cornelis van Apeldoorn. Recensent van dienst omschreef hem als “violist van ervaring , met vaste hand, uitmuntend in zuiverheid en beschaafde streek".
Van 1892 (hij was opvolger van Isaäc Troostwijk) tot 1917 was hij verbonden aan het Concertgebouworkest, aanvankelijk als eerste violist, twee jaar later als aanvoerder van de tweede violen (hij noemde zichzelf concertmeester van de tweede violen). Ook was hij verbonden aan de orkestschool van Kes. Hij maakte in 1895 de overgang naar Willem Mengelberg mee. Hij zou slechts eenmaal soleren bij dat orkest (1894), dus nog onder Kes.
In de tijdsspanne waarin de nationale orkestmuziek tot bloei kwam, heeft Togni als pedagoog een rol van betekenis gespeeld. Hij was reeds leraar aan de Amsterdamse Muziekschool van de Maatschappij tot Bevordering der Toonkunst toen in 1914 zijn benoeming volgde tot hoofdleraar voor viool, kwartetspel en vioolpedagogie aan het Conservatorium van Amsterdam. Tal van musici heeft hij onder zijn hoede gehad, onder wie Gerard Boedijn, Sem Dresden, Jan Felderhof, Cor Kint, Joachim Röntgen, Nap de Klijn  en Leon Sametini.
Tot de muziekdidactische werken van Togni behoren:
- Die Ausbildung der linken Hand (Breitkopf & Härtel);
- De eerste ontwikkeling van de techniek der linkerhand (G. Alsbach & Co.);
- Le mécanisme de la double-corde du violon (Seyffardt's Boek- en Muziekhandel);
- De ontwikkelingsgang der viool- en vioolbouwkunst (Emil Wegelin).

Togni was enige tijd bestuurslid bij de Koninklijke Nederlandse Toonkunstenaars Vereniging.
De laatste jaren woonde hij met vrouw en zoon aan de Julianalaan in Overveen. Hij werd onwel toen hij op het Stationsplein te Haarlem in de tram wilde stappen. Hij werd te ruste gelegd in het Stadhuis van Haarlem aan de Grote Markt 2, waarin hij aan een hartinfarct overleed. Hij werd begraven op de Rooms-Katholieke Begraafplaats Overveen.
- International Standard Name Identifier: 0000 0000 4038 5137
- Library of Congress Control Number: nb98085342
- Nationale Bibliotheek van Tsjechië: mzk2015866928
- Nationale Bibliotheek van Israël: 987012501273005171
- Nederlandse Thesaurus van Auteursnamen: 133073807
- Virtual International Authority File: 21636778
- WorldCat: E39PBJhmKyvXWBkV9tfFtfbjmd